# Avanersuaq

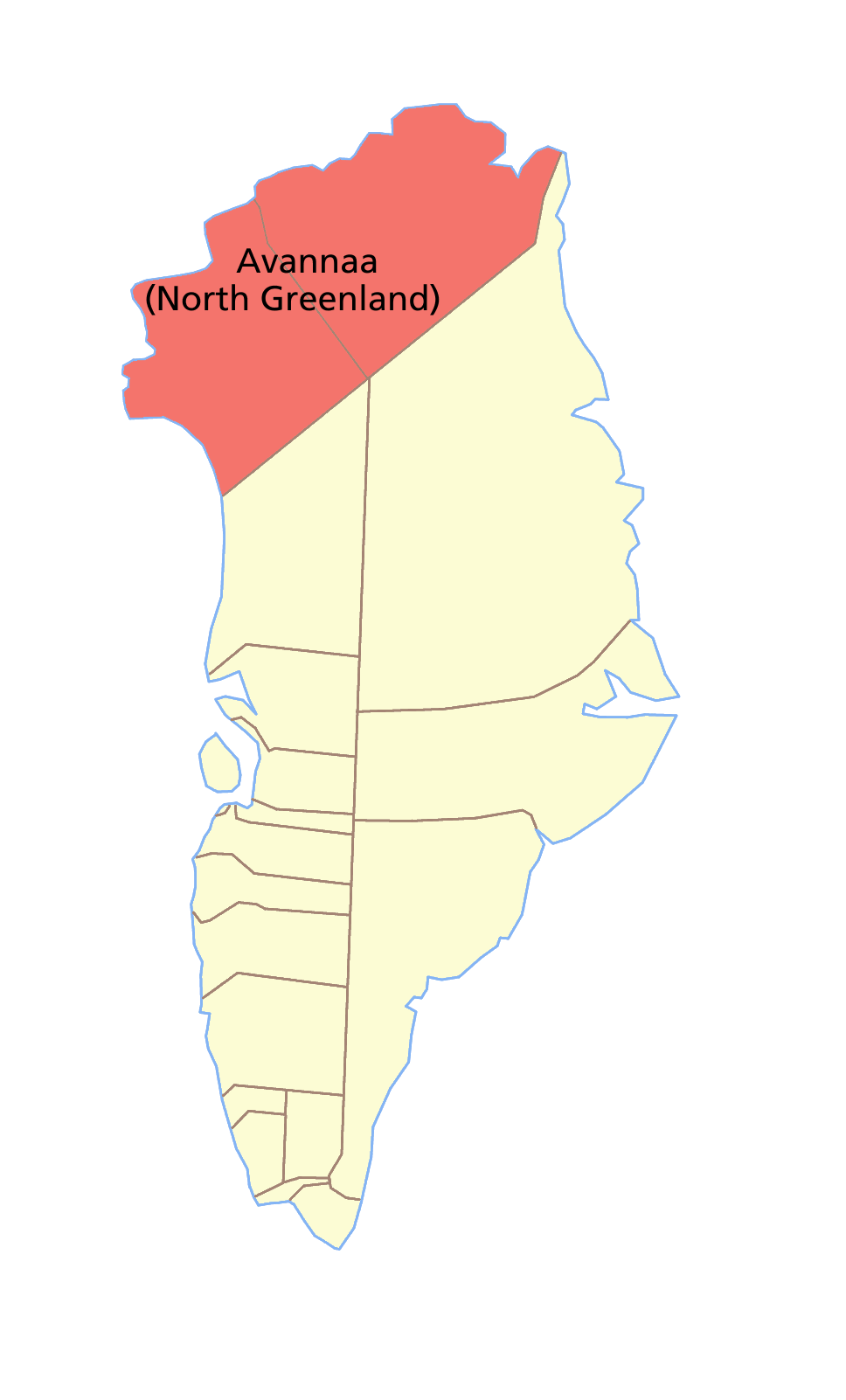
Lage des Landesteils in Grönland

Avanersuaq („Hoch im Norden“, auch Avannaarsua „Dessen hoher Norden“ oder Avannaa „Dessen Norden“, dänisch Nordgrønland „Nordgrönland“) ist neben Kitaa (Westgrönland) und Tunu (Ostgrönland) einer der drei traditionellen Landesteile Grönlands.

## Lage
Avanersuaq umfasst den nördlichsten Teil Grönlands. Der Landesteil beginnt in der Melville-Bucht und zieht sich quer über das Inlandeis bis zur Nordostrundingen in Nordostgrönland. Administrativ umfasst er den Distrikt Qaanaaq, dessen gemeindefreie Enklave Pituffik (Thule Air Base) und den nördlichen Teil des ebenfalls gemeindefreien Nordost-Grönland-Nationalparks.

## Geschichte
Avanersuaq ist die Heimat der Inughuit. Das Gebiet war lange Zeit nicht Teil des dänisch kolonialisierten Grönlands. Erst 1909 ließ Knud Rasmussen eine Handels- und Missionsstation in Uummannaq (Dundas) aufbauen, die den Namen Thule-Station erhielt, woraufhin der Name Thule auf den Ort überging und anschließend als Thule-Distrikt oder Thule-Region auch auf das restliche Gebiet Nordwestgrönlands. Während des Zweiten Weltkriegs gründeten die Vereinigten Staaten eine Radiostation nahe von Uummannaq, aus der 1951 die Thule Air Base hervorging. Wegen dieser wurde die Bevölkerung von Uummannaq nach Qaanaaq zwangsumgesiedelt.
Im Gesetz zu Grønlands Styrelse von 1908 wurden das heutige Nord- und Ostgrönland nur beiläufig erwähnt und waren nicht vom Gesetz betroffen, das nur für die zwei westgrönländischen Landesteile Nordgrönland und Südgrönland galt. Im Gesetz zu Grønlands Styrelse von 1925, als Dänemark Anspruch auf die ganze Insel erhob, wurde Grönland in drei Landesteile geteilt. Das westgrönländische Nordgrönland umfasste jetzt auch Avanersuaq, ohne dass die Verwaltungsstrukturen Westgrönlands für das Gebiet galten, während Ostgrönland als eigener, aber auch verwaltungsmäßig eigener Landesteil angesehen wurde. Die anfangs private Station Knud Rasmussens wurde erst 1937 nach dessen Tod offiziell von Dänemark übernommen. Mit der Verwaltungsreform 1950 infolge der G50-Politik wurden das ursprüngliche Nord- und Südgrönland (also Westgrönland) vereinigt und administrativ umstrukturiert. Die Landesteile Nord- und Ostgrönland verblieben außerhalb dieser Verwaltungsstrukturen. Nachdem Westgrönland 1953 dekolonisiert wurde, kamen die anderen beiden Landesteile erst 1963 in die Verwaltungsstrukturen Grönlands, womit die Bedeutung der Landesteile sich auf die kulturellen Unterschiede verringerte.